# Catocala nymphaeoides
Catocala nymphaeoides là một loài bướm đêm trong họ Erebidae.